# Everybody's Golf (2011)
Everybody's Golf (Everybody's Golf 6 in Japan; Hot Shots Golf: World Invitational in Noord-Amerika) is een sportspel voor de PlayStation Vita ontwikkeld door Clap Hanz. Het spel is uitgegeven door Sony Computer Entertainment op 17 december 2011 in Japan en op 22 februari 2012 in Europa en Noord-Amerika.
Het spel kwam uit op de release van de PS Vita. In Japan was het het best verkochte spel op de dag van de release.